# Joint Task Force 2
Joint Task Force 2 (JTF 2), (em francês:  Deuxième Force opérationnelle interarmées) é uma força de operações especiais Tier 1 das Forças Canadenses, servindo sob o Canadian Special Operations Forces Command. JTF 2 é conhecido por trabalhar com outras forças de operações especiais, como a Delta Force e SEAL Team Six, os britânicos Special Air Service e Special Boat Service, e os australianos  Special Air Service Regiment e 2nd Commando Regiment, e se destacou como um unidade de operações especiais de classe mundial.
Servindo como peça central das operações especiais canadenses, a JTF 2 tem como missão principal operações antiterroristas, tanto nacional quanto no exterior, e é especializado em ação direta, reconhecimento e vigilância especial, resgate de reféns, segurança protetora, defesa interna estrangeira e outras tarefas de alto valor. Muitas das informações relativas ao JTF 2 são confidenciais e não são comentadas pelo Governo do Canadá.

## História
Em 1992, o vice-ministro da Defesa, Robert Fowler, anunciou que estava recomendando ao Governador-geral do Canadá Ray Hnatyshyn que dissolvesse a Special Emergency Response Team (SERT) da Real Polícia Montada do Canadá e criasse um novo grupo militar de contraterrorismo. A decisão foi tomada em grande parte porque as Forças Canadenses ofereciam um maior número de recrutas para o programa do que as forças policiais civis, e estancou o alvoroço público sobre a polícia ser ensinada a utilizar principalmente meios letais.
No início de 1993, a unidade foi ativada com pouco mais de 100 membros, principalmente oriundos do Canadian Airborne Regiment e Princess Patricia's Canadian Light Infantry. Eles receberam as instalações do SERT em Dwyer Hill Road, perto de Ottawa, como sua própria base de operações, e estacionaram permanentemente um ônibus Greyhound e uma aeronave DC-9 no local para uso em treinamento.
Sua primeira ação programada foi a Operação Campus, a proteção de rodovias e estações de tratamento de água ao redor da reserva de Oka, enquanto uma força policial tentava “reprimir o contrabando” na reserva nativa, imediatamente após a crise de Oka. No entanto, dois jornais diários em Quebec revelaram a operação poucos dias antes de entrar em ação, e ela foi cancelada. O orçamento federal de dezembro de 2001 destinou aproximadamente 120 milhões de dólares ao longo de seis anos para expandir as capacidades da unidade e duplicar a sua dimensão para um número estimado de 600 funcionários, como parte do plano global após os ataques de 11 de setembro de 2001.

## Operações

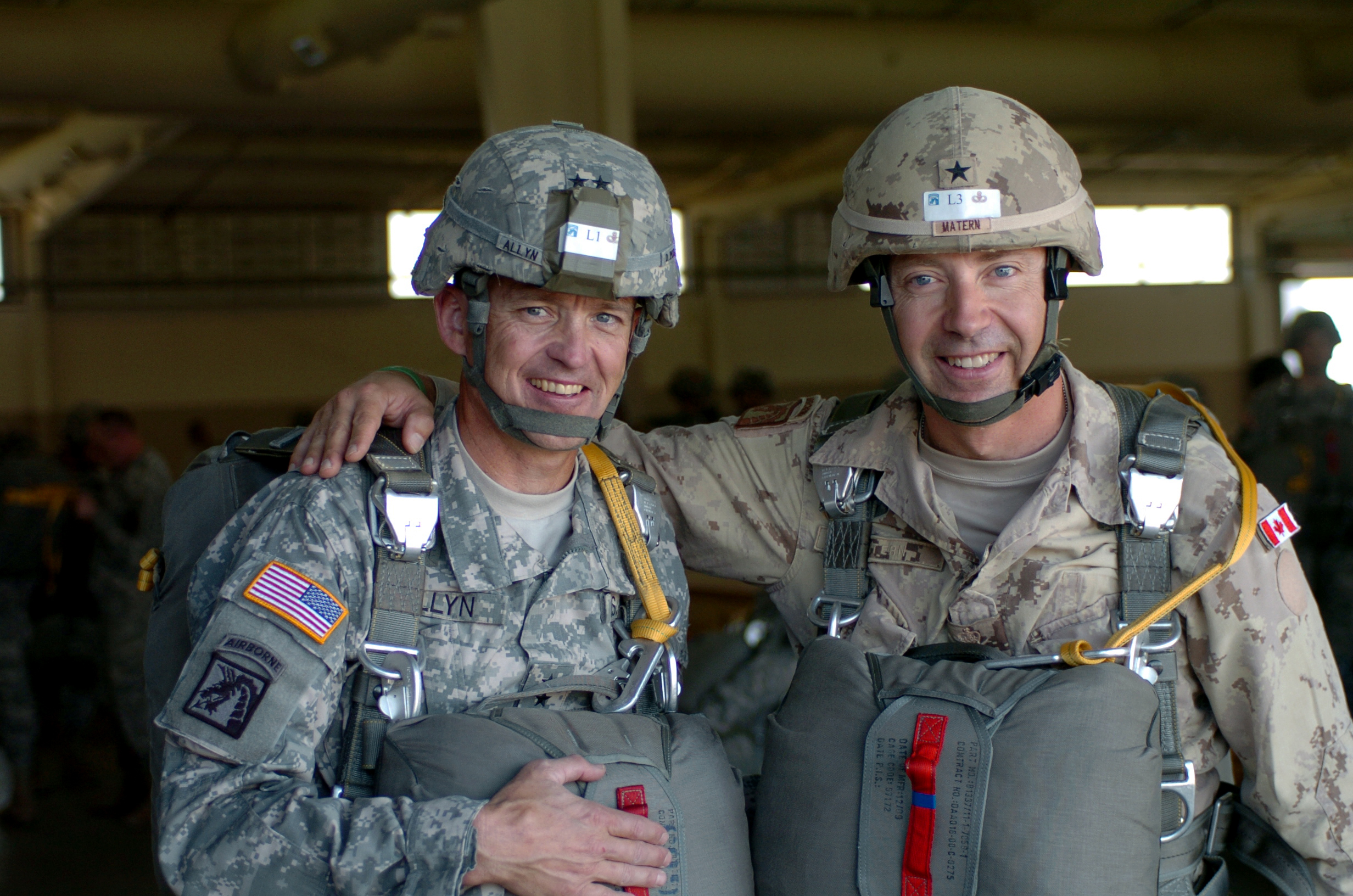
Major-General Nicolas Matern (à direita), ex-comandante da JTF 2 e vice-comandante do Canadian Special Operations Forces Command

### Bósnia
As forças JTF 2 foram inseridas na Bósnia e Herzegovina, operando em grupos de dois a quatro homens caçando atiradores sérvios que tinham como alvo as forças da Organização das Nações Unidas no beco dos atiradores. Estava programado que libertassem aproximadamente 55 reféns na Operação Freedom 55, mas a missão foi cancelada porque os sérvios bósnios libertaram todos os prisioneiros voluntariamente.

### Haiti
Em 1996, a JTF 2 foi enviada ao Haiti para aconselhar as forças de segurança do presidente René Préval sobre métodos para repelir o exército revolucionário, treinar equipas locais da SWAT e atacar contrabandistas de armas em Porto Príncipe.
De acordo com a Canadian Broadcasting Corporation (CBC), A JTF 2 também estava no Haiti na altura em que o presidente haitiano Jean-Bertrand Aristide foi deposto do poder em 2004. Eles protegeram a embaixada canadiana e garantiram a segurança do aeroporto.

### Guerra ao Terror
Após os ataques de 11 de setembro de 2001 e a declaração americana de Guerra ao Terror, aproximadamente 40 soldados da JTF 2 foram enviados ao sul do Afeganistão no início de dezembro de 2001 para fazer parte da Task Force K-Bar, sob o comando do Capitão Robert Harward. O público canadense não foi informado da implantação. No entanto, no livro Enduring the Freedom de Sean M. Maloney, foi relatado que o JTF 2 foi implantado secretamente sem a permissão do primeiro-ministro Jean Chrétien no início de outubro de 2001. Sob a Task Force K-Bar, o JTF 2 trabalhou extensivamente com o 3rd Special Forces Group dos EUA; uma de suas primeiras missões no Afeganistão foi o que Harward descreveu como "a primeira missão de ação direta da Coalizão desde a Segunda Guerra Mundial". A operação conjunta com uma equipa de Boinas Verdes visando um centro de comando talibã quase terminou em desastre quando um Chinook transportando operadores JTF 2 foi forçado a fazer uma aterragem forçada perto do local alvo. Enquanto servia na Task Force K-Bar, Harward também afirmou que a equipe JTF 2 sob seu comando era sua primeira escolha para qualquer ação direta.
Vários meses depois, o The Globe and Mail publicou uma imagem em sua primeira página mostrando operadores em distintos uniformes de combate verde-floresta das Forças Canadenses entregando prisioneiros capturados aos americanos. Isto provocou protestos no Parlamento, uma vez que os deputados nunca foram informados de que estas operações estavam em curso. O vice-almirante Greg Maddison foi chamado perante o Standing Committee on Procedure and House Affairs para abordar as alegações de que o Ministro da Defesa Art Eggleton tinha enganado propositadamente o público e o governo, mesmo sem informar o Primeiro-Ministro de que a JTF 2 estava a operar no Afeganistão. Segmentos da mídia canadense deram grande importância à entrega de detidos pelas forças especiais, especialmente aqueles que podem ter sido enviados para a Baía de Guantánamo. Em janeiro de 2002, a JTF 2 enviou equipes de reconhecimento para uma série de cavernas descobertas em Zhawar Kili, ao sul de Tora Bora. Os ataques aéreos atingiram os locais antes que as equipes da SOF fossem inseridas na área. Um pelotão da SEAL Team 3, incluindo vários de seus Desert Patrol Vehicle, acompanhado por um elemento do Kommando Spezialkräfte alemão (KSK) e uma equipe SOF norueguesa, passou cerca de nove dias conduzindo uma exploração extensiva do local, limpando cerca de 70 cavernas e 60 estruturas no área, recuperando uma enorme quantidade de informações e munições, mas não encontraram nenhum combatente da Al-Qaeda. Em março de 2002, as equipes de reconhecimento JTF 2 participaram da Operação Anaconda; eles também realizaram tarefas de proteção aproximada e participaram de inúmeras missões de ação direta, supostamente incluindo o cerco ao hospital Mirwais em Candaar, onde o Special Forces Operational Detachment Alpha (SFODA) matou um grupo de terroristas da Al-Qaeda escondidos em uma enfermaria de hospital ; a JTF 2 também realizou inúmeras operações com o Special Air Service da Nova Zelândia. A primeira rotação da JTF 2 foi concluída quando eles retornaram ao Canadá em maio de 2002, para serem substituídos por uma segunda implantação, de prazo mais curto, até outubro de 2002.
Em 2004, cerca de 40 membros da JTF 2 servindo na Task Force K-Bar receberam a Citação Presidencial de Unidade do Governo dos Estados Unidos por servirem no Afeganistão. Muito pouco se sabe sobre as operações da JTF 2 no Afeganistão, mas durante uma conferência o ex-Chefe do Estado-Maior de Defesa, General Rick Hillier, afirmou que a JTF 2 estava em "alta demanda" e que eram consideradas de "classe mundial". Ele prosseguiu, dizendo que a unidade prestava apoio direto ao governo afegão e tinha como alvo a liderança talibã no sul do Afeganistão. Ele afirmou que “tentar ajudar a neutralizar esses líderes é uma parte fundamental do seu papel e é isso que continuarão a fazer”.
Em 26 de novembro de 2005, membros do grupo terrorista Swords of Righteousness Brigade – uma pequena ramificação do possivelmente Exército Islâmico no Iraque (Islamic Army in Iraq) (IAI), Ansar al-Islam (AAI), Jaysh al-Islam, ou um nome falso para as suas células de rapto, ou sequestradores criminosos autônomos de dinheiro – sequestraram quatro membros (dois canadenses, um britânico e um americano) das Christian Peacemaker Teams em Bagdá, Iraque. Em resposta, a Task Force Knight – a força-tarefa das forças especiais britânicas no Iraque – iniciou a Operação Lightwater; liderado pelo B Squadron, 22nd Special Air Service Regiment (SAS), cujo objetivo era encontrar e recuperar os reféns; uma pequena equipe de especialistas em inteligência da JTF 2 e canadenses juntou-se à força-tarefa para a operação, enquanto os Estados Unidos forneceram inteligência técnica para a operação. Juntas, a força realizou incursões implacáveis por toda a cidade, construindo uma imagem através da exploração da inteligência na busca pelos reféns. Finalmente, em 23 de março de 2006, os três reféns restantes foram resgatados pelo SAS. O Pentágono e o Ministério das Relações Exteriores britânico comentaram sobre o papel fundamental que a JTF 2 desempenhou no resgate da Christian Peacemaker Teams britânica e canadiana que estava mantida como refém no Iraque. O envolvimento da JTF 2 não foi confirmado pelas autoridades canadenses.
Em 2014, acreditava-se que a unidade estava no Iraque como pessoal de treinamento, no âmbito da Operação Impact, que faz parte da Operação Inherent Resolve. O governo canadense não negou nem confirmou o envolvimento da JTF 2.
Em junho de 2017, foi relatado que um atirador JTF 2 no Iraque atirou e matou um combatente do Estado Islâmico do Iraque e do Levante (ISIL) a uma distância de 3.540 metros (2,20 milhas), estabelecendo um recorde mundial para a morte confirmada mais longa. O tiro foi tirado de um prédio alto usando um rifle McMillan TAC-50 padrão militar canadense, um rifle antimaterial calibre .50 (12,7 × 99 mm) comumente usado por atiradores de elite em uma função antipessoal. A designação das Forças Canadenses é C15 Long-Range Sniper Weapon (LRSW).

### Outras ações
O vice-almirante Dean McFadden também confirmou que o JTF 2 teria um papel na garantia dos Jogos Olímpicos de Inverno de 2010 e dos Jogos Paralímpicos de Inverno de 2010.
A JTF 2 também atuou como guarda-costas de canadenses que viajavam para o exterior, acompanhando principalmente o tenente-general Maurice Baril e Raymond Chrétien ao Zaire em novembro de 1996. Quando foram reveladas fotografias fornecidas à comunicação social que mostravam os rostos das forças da JTF 2, estas foram redigidas e reeditadas com os rostos removidos. Em 1998, acompanharam o general Roméo Dallaire à Tanzânia, onde ele deveria testemunhar contra um oficial hutu ruandês acusado de cumplicidade no genocídio em Ruanda de 1994. Da mesma forma, acompanharam a promotora de crimes de guerra, Louise Arbor, ao Kosovo. No início de novembro de 2000, o crítico conservador de defesa David Price afirmou que o JTF 2 havia sido implantado em Kosovo, no entanto, isso foi negado pelo primeiro-ministro Jean Chrétien e pelo Ministro da Defesa Art Eggleton.
Acredita-se que a unidade esteja operando com o Special Air Service e o Special Boat Service na Operação Mobile, a operação canadense na guerra civil da Líbia em 2011.
Em agosto de 2021, operadores JTF-2 e do Canadian Special Operations Regiment (CSOR) foram destacados para o Afeganistão para evacuar o pessoal da Embaixada do Canadá em Cabul.
Em maio de 2022, o primeiro-ministro Justin Trudeau visitou a Ucrânia para mostrar solidariedade e testemunhar a guerra por si mesmo, ao lado de membros do gabinete. Como parte da equipe de segurança, eles estavam acompanhados por membros da JTF 2.

## Responsabilidade da unidade
Em 21 de dezembro de 2006, um juiz do Tribunal Federal rejeitou um pedido para prosseguir com um tribunal marcial contra um oficial não identificado da JTF 2, acusado de agredir e maltratar um subordinado. Como os pedidos de corte marcial exigem que o acusado seja nomeado, o juiz sugeriu que explorassem outros caminhos para prosseguir com a corte marcial.
A JTF 2 reconheceu a morte de um membro. O mestre cabo Anthony Klumpenhouwer, 25 anos, morreu no dia 18 de abril de 2007, após cair de uma torre de comunicações em Candaar, Afeganistão. Em 2010, a investigação sobre a morte de Klumpenhouwer foi concluída e revelou que ele havia ficado inconsciente por uma onda de eletricidade.

## Equipamento
Os operadores usam uma variedade de armas, incluindo:
- Série de rifles Colt Canada: C7, C8[54] e C8SFW;[55]
- Rifle de atirador designado SIG Sauer SIG 716 G2;[56]
- Submetralhadora Heckler & Koch MP5 (A2/A3/SD);[54]
- Arma de defesa pessoal FN Herstal P90;[57]
- Arma SIG Sauer P226;[8][54][58]
- Arma SIG Sauer P320. Em junho de 2021, um inquérito exonerou completamente a arma como causa do disparo acidental. A pistola foi reintroduzida em junho de 2022;[59]
- Espingardas Remington Model 870 e Benelli M3;[54][58]
- Metralhadora leve FN Minimi C9A1;[54]
- Metralhadora pesada Browning M2;[60]
- Rifles de precisão Accuracy International AWP, C14 Timberwolf, Heckler & Koch PSG1,[54] M110 Semi-Automatic Sniper System,[61] McMillan TAC-50 e Barrett M82;[54]
- Lançadores de granadas M203, Heckler & Koch GMG[57] e Heckler & Koch HK69A1;[55]
- Míssil guiado antitanque Rafael Spike-LR;[62]
- Arma antitanque Saab Bofors Dynamics AT4;[54]
- Carl Gustaf rifle sem recuo de 8,4 cm versão M4.[63]

O JTF 2 usa a versão de operações especiais do High Mobility Multipurpose Wheeled Vehicle (HMMWV). Um projeto de substituição foi cancelado em 2010. Em 2016, o veículo DAGOR (Deployable Advanced Ground Off-road) da Polaris Defense recebeu o contrato de Ultra-Light Combat Vehicle (ULCV) para fornecer 78 veículos à Canadian Special Operations Forces Command.